# Platybregmus
Platybregmus is een monotypisch geslacht van kevers uit de familie van de klopkevers (Anobiidae).

## Soort
- Platybregmus canadensis Fisher, 1934